# Liste der Monuments historiques in Santosse
Die Liste der Monuments historiques in Santosse führt die Monuments historiques in der französischen Gemeinde Santosse auf.

## Liste der Objekte
| Bezeichnung               | Beschreibung                                    | Standort                                  | Kennzeichnung | Schutzstatus | Datum | Bild |
| ------------------------- | ----------------------------------------------- | ----------------------------------------- | ------------- | ------------ | ----- | ---- |
| Skulptur Madonna mit Kind | Stein, farbig gefasst, 16. oder 17. Jahrhundert | in der Kirche St-Germain-d’Auxerre (Lage) | PM21003669    | Inscrit      | 1976  |      |
| Kruzifix                  | Holz, farbig gefasst, 17. Jahrhundert           | in der Kirche St-Germain-d’Auxerre (Lage) | PM21003670    | Inscrit      | 1976  |      |
| Glocke                    | Bronze, 1537 gegossen                           | in der Kirche St-Germain-d’Auxerre (Lage) | PM21002120    | Classé       | 1960  |      |